# Associazione Calcio Perugia 1969-1970
Questa voce raccoglie le informazioni riguardanti l'Associazione Calcio Perugia nelle competizioni ufficiali della stagione 1969-1970.

## Stagione
Il Perugia ottenne nella stagione 1969-1970 una salvezza relativamente tranquilla, chiudendo il campionato di Serie B a metà classifica, al decimo posto (a pari punti con Cesena e Modena). L'attaccante Riccardo Innocenti (prelevato in estate dal Lecco) fu il miglior marcatore biancorosso nel torneo, con 6 gol. In Coppa Italia la formazione perugina sfiorò l'accesso ai quarti di finale, terminando al secondo posto il proprio girone eliminatorio, dietro alla Roma.

## Divise
In questa stagione il Perugia sfoggiò per la prima volta quelle che sarebbero diventate le divise canoniche del club per tutta la prima metà degli anni settanta. Il completo casalingo prevedeva una semplice maglia rossa, senza scollo, e priva di ulteriori dettagli cromatici; tale scelta stilistica venne applicata anche ai pantaloncini, completamente bianchi, e ai calzettoni, a loro volta completamente rossi. La divisa da trasferta si limitava a riproporre la stessa foggia, ma a colori invertiti. Nell'occasione, scomparve dal petto delle maglie sia lo stemma che il grifo.
| Casa | Trasferta |

## Rosa
| N. |                   | Ruolo | Calciatore              |
| -- | ----------------- | ----- | ----------------------- |
|    | Italia (bandiera) | P     | Franco Cacciatori       |
|    | Italia (bandiera) | P     | Claudio Mantovani       |
|    | Italia (bandiera) | D     | Franco Catto            |
|    | Italia (bandiera) | D     | Stefano Marcucci        |
|    | Italia (bandiera) | D     | Rocco Panio             |
|    | Italia (bandiera) | D     | Luigi Polentes          |
|    | Italia (bandiera) | D     | Elio Vanara             |
|    | Italia (bandiera) | C     | Bruno Bacchetta         |
|    | Italia (bandiera) | C     | Bruno Mazzia (capitano) |
|    | Italia (bandiera) | C     | Luciano Giudo           |

| N. |                   | Ruolo | Calciatore         |
| -- | ----------------- | ----- | ------------------ |
|    | Italia (bandiera) | C     | Enzo Montanari     |
|    | Italia (bandiera) | C     | Romano Guido Nimis |
|    | Italia (bandiera) | C     | Bruno Piccioni     |
|    | Italia (bandiera) | A     | Riccardo Innocenti |
|    | Italia (bandiera) | A     | Angelo Montenovo   |
|    | Italia (bandiera) | A     | Sileno Passalacqua |
|    | Italia (bandiera) | C     | Enrico Catuzzi     |
|    | Italia (bandiera) | D     | Ivan Chiossi       |
|    | Italia (bandiera) | A     | Bruno Pietro Rasi  |
|    | Italia (bandiera) | C     | Leo Taccetti       |

## Risultati

### Campionato

#### Girone di andata
| 14 settembre 1969 1ª giornata | Perugia | 2 – 0 | Reggiana |  |

| 21 settembre 1969 2ª giornata | Piacenza | 1 – 0 | Perugia |  |

| 28 settembre 1969 3ª giornata | Perugia | 2 – 0 | Monza |  |

| 22 settembre 1946 4ª giornata | Livorno | 0 – 0 | Perugia |  |

| 12 ottobre 1969 5ª giornata | Arezzo | 0 – 0 | Perugia |  |

| 19 ottobre 1969 6ª giornata | Perugia | 0 – 1 | Varese |  |

| 26 ottobre 1969 7ª giornata | Genoa | 0 – 0 | Perugia |  |

| 2 novembre 1969 8ª giornata | Perugia | 0 – 0 | Reggina |  |

| 16 novembre 1969 9ª giornata | Ternana | 2 – 0 | Perugia |  |

| 23 novembre 1969 10ª giornata | Perugia | 3 – 1 | Catania |  |

| 30 novembre 1969 11ª giornata | Foggia | 2 – 0 | Perugia |  |

| 7 dicembre 1969 12ª giornata | Perugia | 1 – 2 | Pisa |  |

| 14 dicembre 1969 13ª giornata | Perugia | 2 – 0 | Modena |  |

| 21 dicembre 1969 14ª giornata | Atalanta | 2 – 0 | Perugia |  |

| 28 dicembre 1969 15ª giornata | Perugia | 0 – 0 | Catanzaro |  |

| 4 gennaio 1970 16ª giornata | Taranto | 0 – 2 | Perugia |  |

| 11 gennaio 1970 17ª giornata | Mantova | 1 – 0 | Perugia |  |

| 18 gennaio 1970 18ª giornata | Perugia | 1 – 0 | Cesena |  |

| 25 gennaio 1970 19ª giornata | Perugia | 3 – 2 | Como |  |

#### Girone di ritorno
| 1º febbraio 1970 20ª giornata | Reggiana | 0 – 1 | Perugia |  |

| 8 febbraio 1970 21ª giornata | Perugia | 0 – 0 | Piacenza |  |

| 15 febbraio 1970 22ª giornata | Monza | 2 – 1 | Perugia |  |

| 22 febbraio 1970 23ª giornata | Perugia | 0 – 1 | Livorno |  |

| 1º marzo 1970 24ª giornata | Perugia | 0 – 0 | Arezzo |  |

| 8 marzo 1970 25ª giornata | Varese | 0 – 0 | Perugia |  |

| 15 marzo 1970 26ª giornata | Perugia | 0 – 0 | Genoa |  |

| 22 marzo 1970 27ª giornata | Reggina | 1 – 0 | Perugia |  |

| 5 aprile 1970 28ª giornata | Perugia | 1 – 1 | Ternana |  |

| 12 aprile 1970 29ª giornata | Catania | 1 – 0 | Perugia |  |

| 19 aprile 1970 30ª giornata | Perugia | 0 – 1 | Foggia |  |

| 26 aprile 1970 31ª giornata | Pisa | 2 – 5 | Perugia |  |

| 3 maggio 1970 32ª giornata | Modena | 0 – 0 | Perugia |  |

| 10 maggio 1970 33ª giornata | Perugia | 1 – 0 | Atalanta |  |

| 17 maggio 1970 34ª giornata | Catanzaro | 0 – 0 | Perugia |  |

| 24 maggio 1970 35ª giornata | Perugia | 0 – 0 | Taranto |  |

| 31 maggio 1970 36ª giornata | Perugia | 0 – 0 | Mantova |  |

| 7 giugno 1970 37ª giornata | Cesena | 2 – 0 | Perugia |  |

| 14 giugno 1970 38ª giornata | Como | 0 – 0 | Perugia |  |

## Statistiche

### Statistiche di squadra
| Competizione | Punti | In casa | In casa | In casa | In casa | In casa | In casa | In trasferta | In trasferta | In trasferta | In trasferta | In trasferta | In trasferta | Totale | Totale | Totale | Totale | Totale | Totale | DR |
| Competizione | Punti | G       | V       | N       | P       | Gf      | Gs      | G            | V            | N            | P            | Gf           | Gs           | G      | V      | N      | P      | Gf     | Gs     | DR |
| ------------ | ----- | ------- | ------- | ------- | ------- | ------- | ------- | ------------ | ------------ | ------------ | ------------ | ------------ | ------------ | ------ | ------ | ------ | ------ | ------ | ------ | -- |
| Serie B      | 35    | 19      | 7       | 8       | 4       | 16      | 9       | 19           | 3            | 7            | 9            | 9            | 16           | 38     | 10     | 15     | 13     | 25     | 25     | 0  |
| Coppa Italia | -     | 2       | 1       | 1       | 0       | 1       | 0       | 1            | 0            | 0            | 1            | 1            | 2            | 3      | 1      | 1      | 1      | 2      | 2      | 0  |
| Totale       | -     | 21      | 8       | 9       | 4       | 17      | 9       | 20           | 3            | 7            | 10           | 10           | 18           | 41     | 11     | 16     | 14     | 27     | 27     | 0  |

### Statistiche dei giocatori
| Giocatore      | Serie B  | Serie B | Coppa Italia | Coppa Italia | Totale   | Totale |
| Giocatore      | Presenze | Reti    | Presenze     | Reti         | Presenze | Reti   |
| -------------- | -------- | ------- | ------------ | ------------ | -------- | ------ |
| B. Bacchetta   | 33       | 0       | 2            | 0            | 35       | 0      |
| F. Cacciatori  | 10       | -5      | 3            | 0            | 13       | -5     |
| F. Catto       | 22       | 0       | 1            | 0            | 23       | 0      |
| E. Catuzzi     | 3        | 1       | -            | -            | 3        | 1      |
| I. Chiossi     | 10       | 0       | -            | -            | 10       | 0      |
| L. Giudo       | 15       | 1       | 1            | 0            | 16       | 1      |
| R. Innocenti   | 34       | 6       | 3            | 1            | 37       | 7      |
| C. Mantovani   | 29       | -20     | 2            | -2           | 31       | -22    |
| S. Marcucci    | 34       | 1       | 3            | 0            | 37       | 1      |
| B. Mazzia      | 37       | 4       | 3            | 0            | 40       | 4      |
| E. Montanari   | 18       | 0       | 3            | 0            | 21       | 0      |
| A. Montenovo   | 10       | 1       | 1            | 0            | 11       | 1      |
| R. Nimis       | 37       | 1       | 3            | 1            | 40       | 2      |
| G. Olivieri    | -        | -       | 2            | 0            | 2        | 0      |
| R. Panio       | 29       | 0       | -            | -            | 29       | 0      |
| S. Passalacqua | 12       | 2       | 3            | 0            | 15       | 2      |
| B. Piccioni    | 34       | 2       | 3            | 0            | 37       | 2      |
| L. Polentes    | 7        | 0       | 2            | 0            | 9        | 0      |
| B. Rasi        | 23       | 2       | -            | -            | 23       | 2      |
| L. Taccetti    | 15       | 2       | -            | -            | 15       | 2      |
| E. Vanara      | 31       | 0       | 2            | 0            | 33       | 0      |